# Busnetwerk van Île-de-France
Het busnetwerk van Île-de-France is het netwerk van personenvervoer over de weg in de Île-de-France. Het wordt geëxploiteerd door verschillende maatschappijen, in opdracht van het Syndicat des transports d'Île-de-France (STIF), de vervoerautoriteit in Île-de-France.

## Geschiedenis

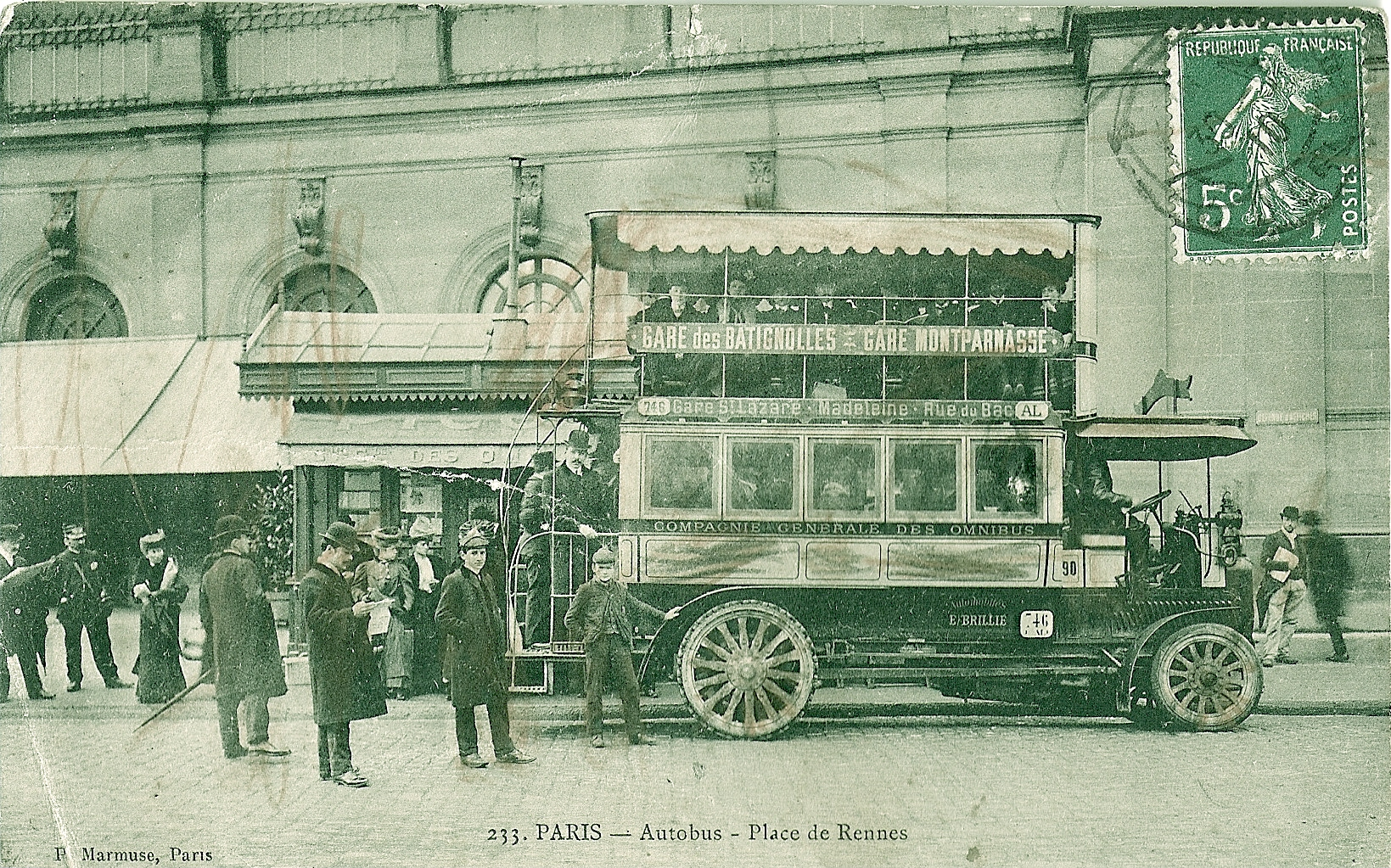
Bus van het type Schneider Brillié P2, op de Place de Rennes in Parijs

Blaise Pascal experimenteerde in 1662 met het eerste Parijse openbaar vervoer, door middel van omnibussen. Hij kreeg van koning Lodewijk XIV toestemming om een vervoersbedrijf op te richten. De eerste lijn werd geopend op 18 maart en liep van Luxembourg naar Porte Saint-Antoine, en werd bereden met zeven voertuigen. Vijf andere lijnen werden tussen april en juli 1662 ingesteld, elk bereden met drie voertuigen met acht zitplaatsen. Maar de vinding was waarschijnlijk zijn tijd te ver vooruit, en als gevolg van beperkingen opgelegd door het Parlement van Parijs, die armen en soldaten verbood de omnibussen te nemen, stopte het netwerk al na vijftien jaar.
Pas honderdvijftig jaar later verscheen er opnieuw een openbaar vervoerssysteem in Parijs. De eerste omnibus kwamen terug in 1828, en reden tien lijnen. Deze lijnen waren een onmiddellijk succes, en vervoerden twee en een half miljoen passagiers in de eerste zes maanden. In 1830 waren er tien bedrijven actief in het Parijse openbaar vervoer, welke met een honderdtal omnibussen reden op 40 lijnen.
Rond 1900 werden de omnibussen vervangen door autobussen, vanwege hun verbeterde confort en hogere snelheid. Na het verdwijnen van het tramnetwerk rond Parijs in de jaren 1930 waren zij tot 1992 het enige lokale bovengrondse openbaar vervoer in Île-de-France.
Na een periode van teruggang na de Tweede Wereldoorlog als gevolg van de ontwikkeling van individueel vervoer, stijgt het aantal reizigers gestaag sinds de jaren 1970. Tegenwoordig wordt er ingezet op tangentiële verbindingen rond Parijs, zodat reizigers makkelijker kunnen reizen.

## Huidige netwerk
Het huidige busnetwerk in Île-de-France bestaat uit een hoog aantal buslijnen, die samen vrijwel geheel Île-de-France bedienen, overdag en 's nachts. Het netwerk wordt gecoördineerd en gefinancierd door het Syndicat des transports d'Île-de-France (STIF), de vervoerautoriteit in Île-de-France.
Het merendeel van de lijnen wordt geëxploiteerd door grote vervoersmaatschappijen, zoals de Régie Autonome des Transports Parisiens (RATP), de SNCF, via zijn dochterbedrijf Keolis of in het kader van het regionale spoorwegnetwerk Transilien, en Veolia Transdev. De rest wordt geëxploiteerd door lokale busbedrijven, die meestal familiebedrijven zijn.

### Vervoersautoriteit

#### Presentatie
Het Syndicat des transports d'Île-de-France (STIF) organiseert, coördineert en financiert het openbaar vervoer in Île-de-France, dat wordt geëxploiteerd door de RATP, SNCF Transilien en particuliere bedrijven die verenigt zijn in de Organisation professionnelle des transports d'Île-de-France (Optile).
Het STIF bepaalt de exploitatieregels, geeft de vervoersbewijzen uit en bepaalt de tarieven. Het definieert ook de hoeveelheid openbaar vervoer en de kwaliteit van het netwerk door regelmatig contracten te tekenen met de verschillende vervoersbewijzen.

#### STIF huisstijl

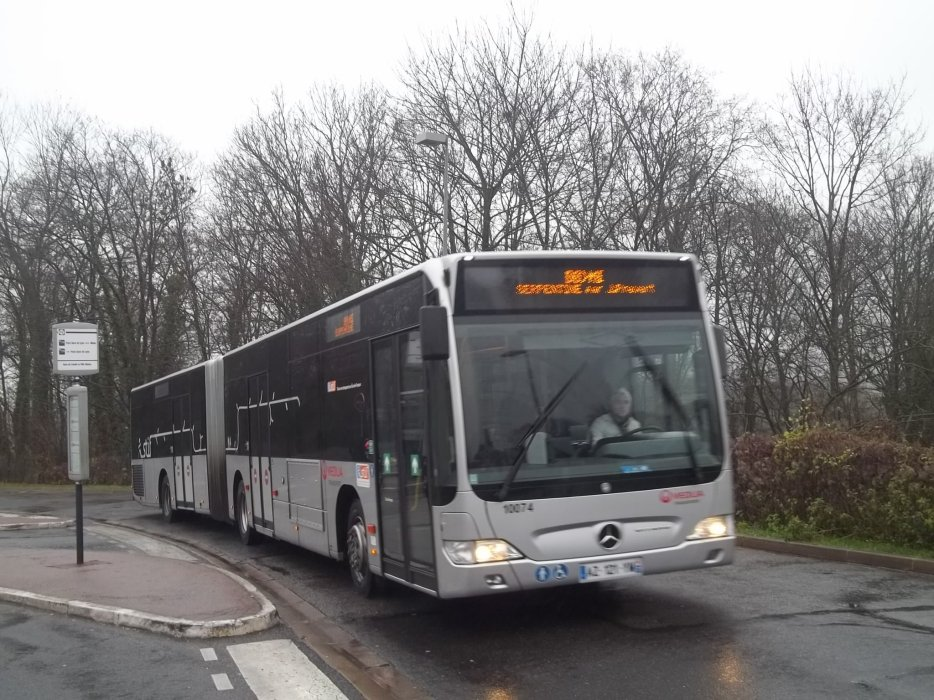
Een bus van Veolia in de STIF huisstijl

Het STIF heeft een huisstijl ontwikkeld voor al het busvervoer in Île-de-France, bestaande uit een zilvergrijze hoofdkleur en verscheidene decoraties die verband houden met het logo van het STIF. Elke vervoersbedrijf mag deze huisstijl aanvullen met de eigen bedrijfskleuren zolang de zilvergrijze kleur de hoofdkleur blijft. Ook mag een onderneming haar eigen bedrijfslogo's op de bussen aanbrengen. De huisstijl is ontwikkeld in verband met de aanstaande liberalisering van het busvervoer in de regio, die naar verwachting in 2016 zou plaatsvinden.

### Soorten buslijnen
In Île-de-France bestaat het busnetwerk uit stads- en streekbussen. Sommige lijnen voldoen aan de eisen voor hoogwaardig openbaar vervoer.

#### Gewone buslijnen

##### RATP-busnetwerk

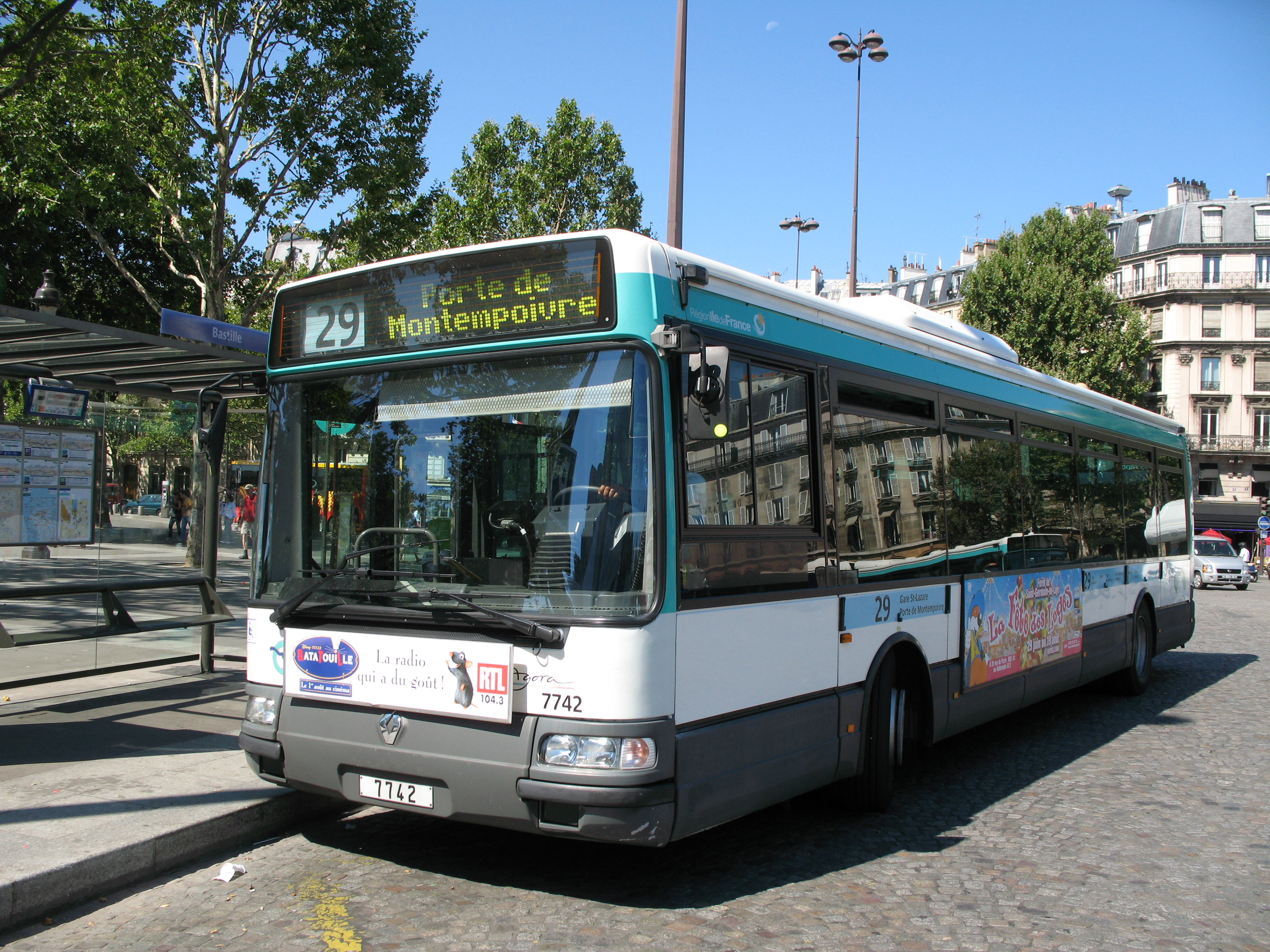
Agora S van de RATP

De RATP exploiteert in totaal 351 buslijnen. Het netwerk bedient Parijs, en een smalle strook van voorsteden rond Parijs. Een aantal van deze lijnen staan als speciaal te boek, zoals bijvoorbeeld de lijnen die de Parijse vliegvelden bedienen:
- Orlybus: Parijs Denfert-Rochereau ↔ Aéroport d'Orly

Sinds 1 oktober 1963 verbindt de Orlybus station Denfert-Rochereau in Parijs met de luchthaven Orly. Deze lijn kent een speciale prijsstelling: het is nodig een speciaal ticket te kopen, tenzij men over een abonnement beschikt dat geldig is in de Passe Navigo zones 1 tot en met 4.
- Roissybus: Parijs Opéra de Paris (opéra Garnier) ↔ Aéroport Roissy-Charles-de-Gaulle

Sinds 1 december 1992 verbindt de Roissybus metrostation Opéra in Parijs met de luchthaven Roissy-Charles-de-Gaulle. Deze lijn kent een speciale prijsstelling, het is nodig een speciaal ticket te kopen, tenzij men over een abonnement beschikt dat geldig is in de Passe Navigo zones 1 tot en met 5.
De RATP exploiteert ook een aantal stadsbussen in de Parijse voorsteden, met een subsidie van deze plaatsen, en het grootste deel van het Noctilien-netwerk.

##### Noctilien-netwerk

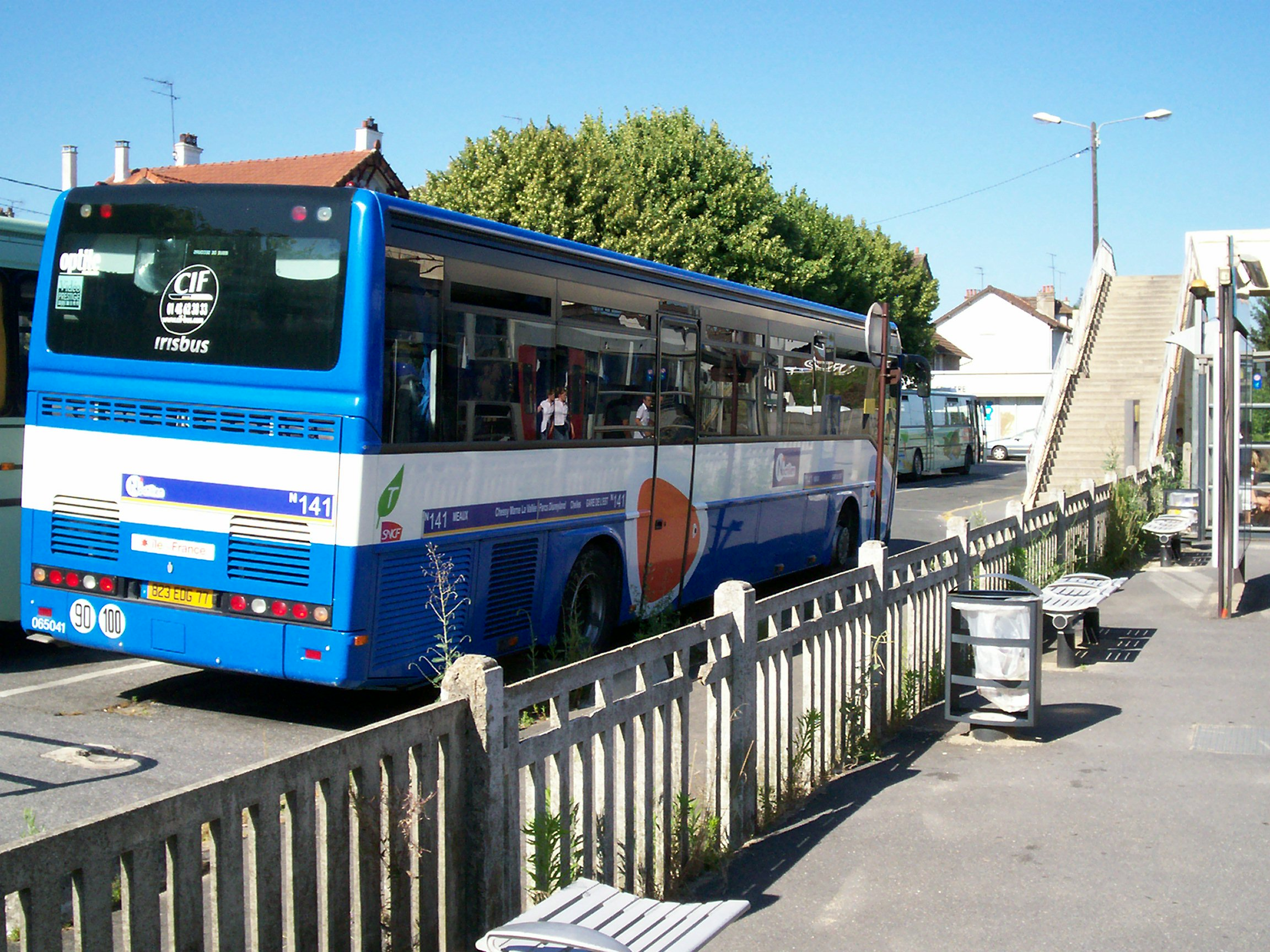
Bus van Noctilien-lijn N141, te station Esbly

De RATP exploiteert, in samenwerking met de SNCF, een nachtbusnetwerk van 47 lijnen, Noctilien. Het netwerk is in 2005 ontstaan na de fusie van het Noctambus-nachtbusnetwerk van de RATP en het Bus de Nuit-netwerk van de SNCF. Het netwerk, dat wordt geëxploiteerd van 0.30 uur tot 5.30 uur 's nachts, bedient Parijs en een groot deel van Île-de-France.

##### Optile-netwerk
De Organisation professionnelle des transports d'Île-de-France, of kortweg Optile, is een Franse organisatie waarin alle particuliere ondernemingen die actief zijn in het openbaar vervoer in Île-de-France vertegenwoordigd zijn. In tegenstelling tot het RATP-busnetwerk dienen de bij Optile aangesloten ondernemingen de verder van Parijs gelegen voorsteden en het platteland in Île-de-France.

##### Mobilien-netwerk

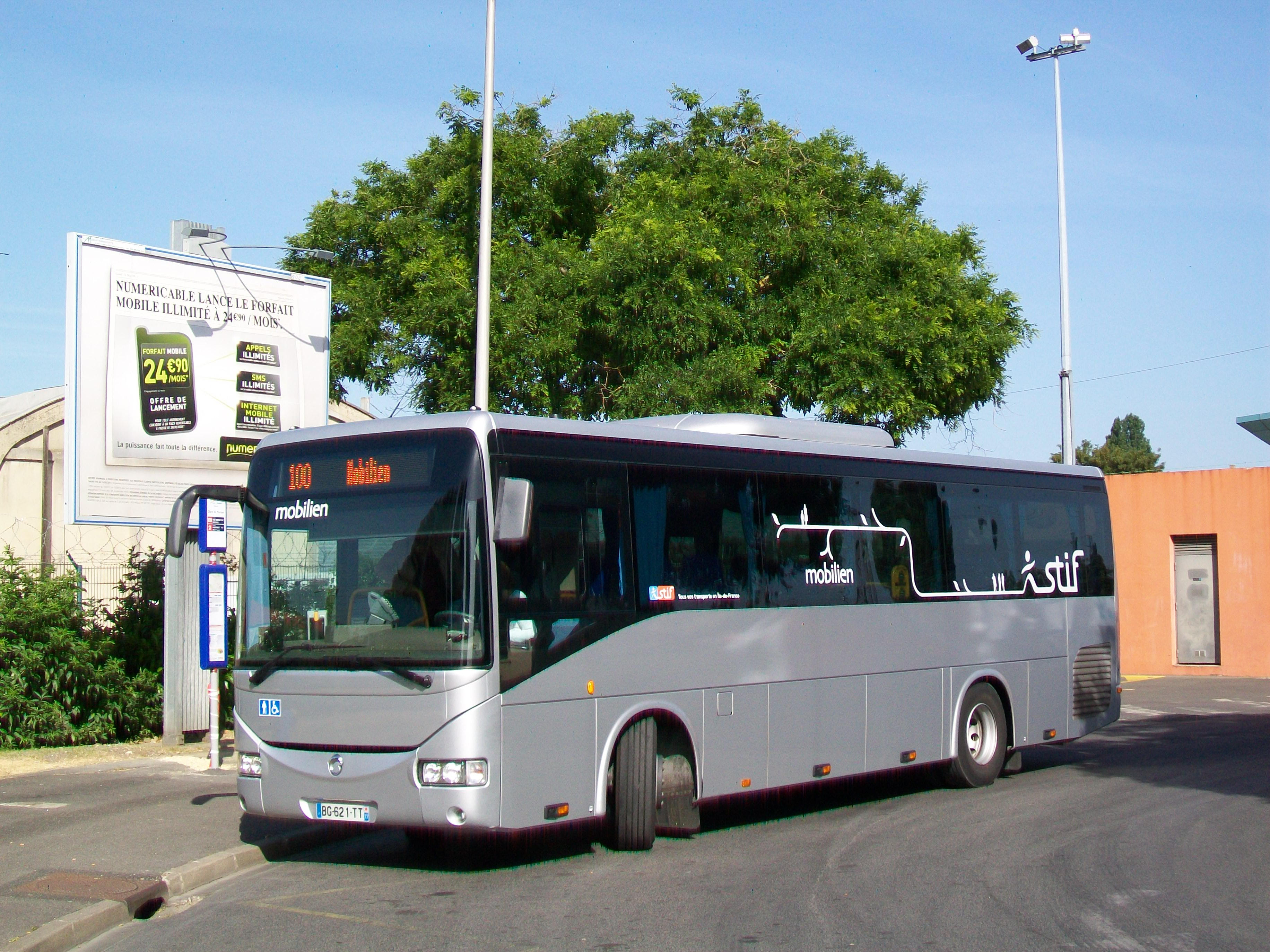
Bus van lijn 100 Persan - Roissy CDG

Mobilien is een busnetwerk in Île-de-France dat bedoeld is het om reizen tussen verschillende vervoersknooppunten gemakkelijker te maken. De exploitatie ligt, afhankelijk van het gebied waar de lijn doorheen loopt, in handen van de RATP of van een bij Optile aangesloten busbedrijf.
De lijnen van het Mobilien-netwerk hebben een hogere frequentie en hebben in bepaalde gevallen ook eigen busbanen. Met dit netwerk probeert het STIF een alternatief te bieden aan de auto in de voorsteden.
In het kader van Mobilien creëert het STIF sinds 2009 nieuwe snelwegbus-lijnen tussen verschillende vervoersknooppunten die allemaal als 100 vernummerd zijn. Deze lijnen zijn, met hun indienststellingsdata zijn:
- Montgeron - Rungis sinds 15 mei 2009;
- Roissy CDG - Chelles sinds 1 november 2009;
- Torcy - Créteil sinds 1 januari 2010;
- Les Mureaux - Montigny-le-Bretonneux sinds 1 september 2010;
- Persan - Roissy CDG sinds le 1 september 2010.

##### SNCF Transilien-busnetwerk
De SNCF exploiteert overdag enkele treinvervangende busdiensten, vanwege de sluiting van stations of (delen van) spoorlijnen, of om 's avonds de dienstregeling op enkele spoorlijnen vervroegd te kunnen laten eindigen. 's Nachts exploiteert de SNCF de met 3 cijfers genummerde buslijnen van het Noctilien-netwerk, behalve de lijnen N122, N130 en N153

#### HOV-buslijnen

##### De RATP-buslijnen 393 en TVM

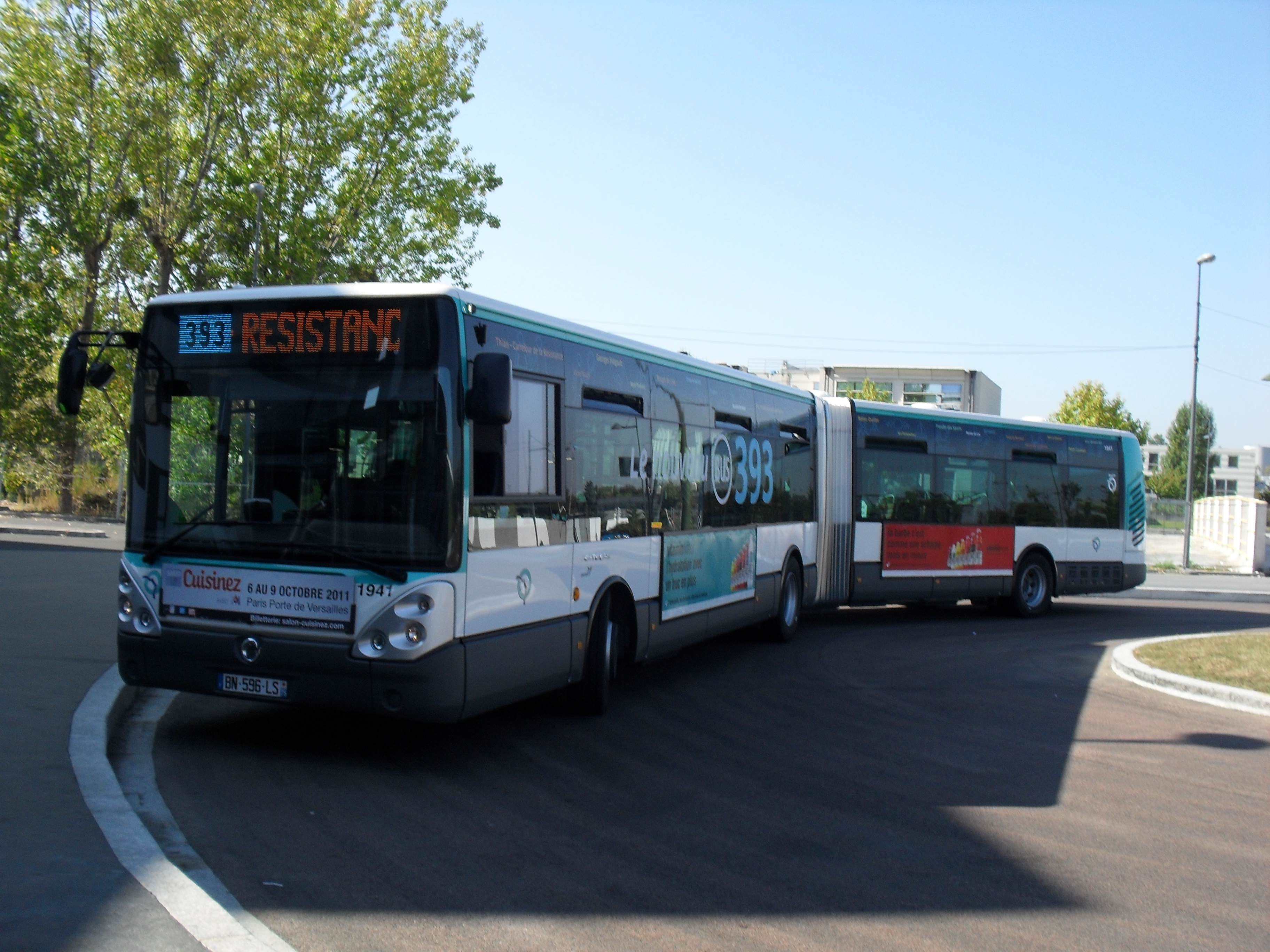
Citelis 18 van lijn 393, te Sucy-Bonneuil RER

De RATP exploiteert de volgende HOV-buslijnen:
- Lijn 393: Thiais - Carrefour de la Résistance ↔ Sucy-Bonneuil RER

Sinds 10 september 2011 vervangt deze buslijn 393 de oude buslijn 393, die liep van metrostation Villejuif - Louis Aragon naar station Sucy-Bonneuil. De lijn ligt in zijn geheel op een vrije busbaan, en valt bij de RATP onder de Mode T, wat de lijn administratief gelijk stelt aan de tramlijnen van de RATP.
- De Trans-Val-de-Marne: Saint-Maur-Créteil RER ↔ La Croix de Berny RER

Sinds 1 oktober 1993 vervangt de Trans-Val-de-Marne de voormalige buslijn 392 die liep van Rungis - M.I.N - Porte de Thiais naar station Saint-Maur - Créteil. De lijn ligt bijna in zijn geheel op een vrije busbaan, en valt bij de RATP onder de Mode T,, wat de lijn administratief gelijk stelt aan de tramlijnen van de RATP.

##### T Zen

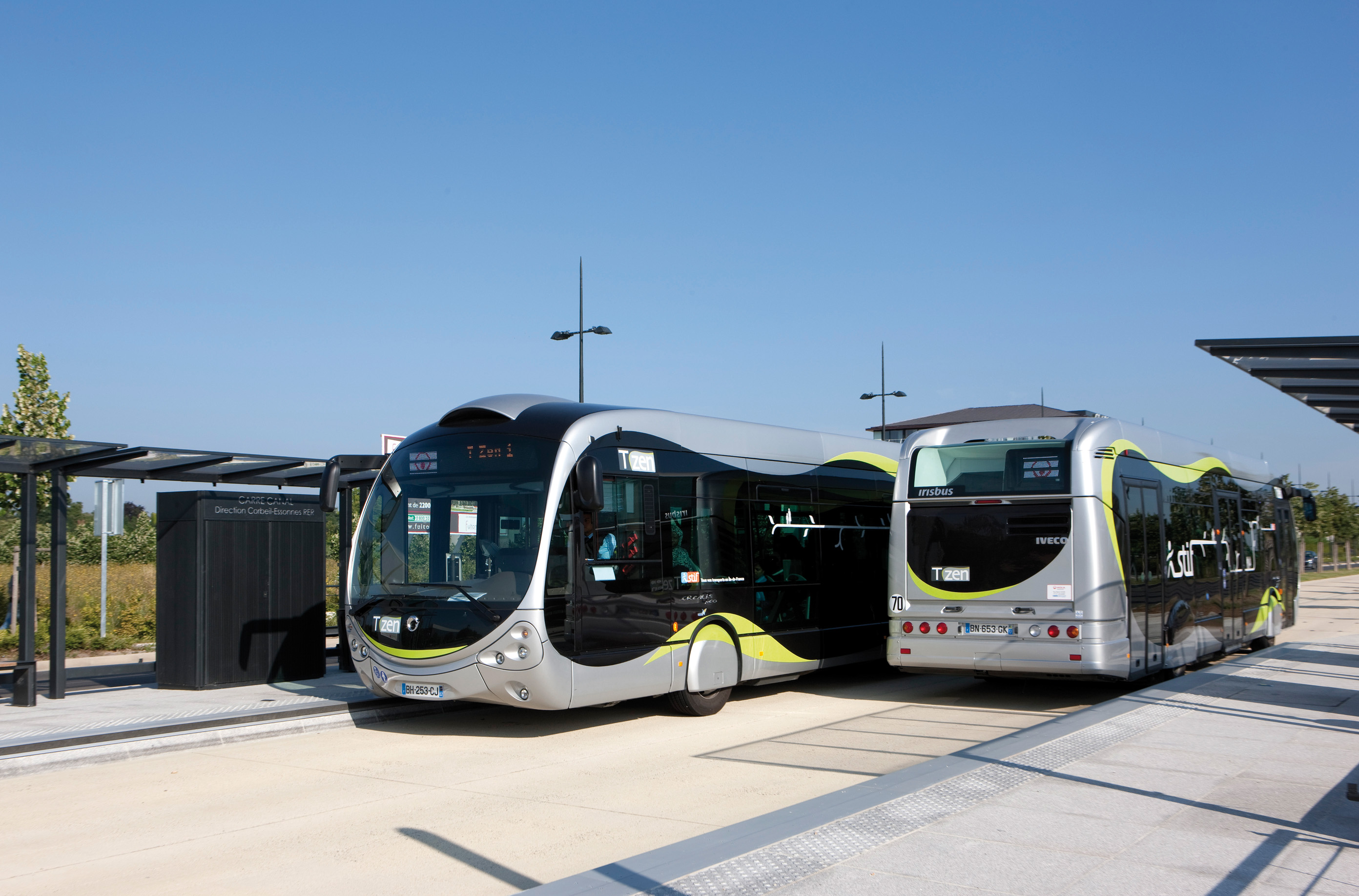
Twee bussen van T Zen lijn 1, bij de halte Carré Canal

T Zen is een in aanleg zijnde netwerk van HOV-buslijnen op vrijliggende busbanen, en lijkt daarmee sterk op de Trans-Val-de-Marne of het Nederlandse project Zuidtangent.
Mits het aantal reizigers het financieel gezien toelaat, kunnen de T Zen lijnen verbouwd worden tot tramlijn. Er is op het ogenblik nog maar 1 lijn:
- T Zen lijn 1

Deze lijn verbindt, sinds 4 juli 2011, de RER D-stations Lieusaint - Moissy en Evry. De lijn dient de ville Nouvelle Senart, de stedelijke centra van Senart en Corbeil- Essonnes en de bedrijventerreinen Greenparc en Levant.
De lijn wordt elke dag geëxploiteerd, met dertien voertuigen van het type Crealis Neo 12.
In de eerste maanden worden 6.000 passagiers per dag verwacht, een aantal dat naar verwachting zal verdubbelen als alle projecten voor stedelijke ontwikkeling die gepland zijn langs de lijn eenmaal zijn gerealiseerd.

### Materieel
Een gedeelte van de buslijnen wordt bereden door lagevloerbussen. In de regio zijn er een aantal busmerken gangbaar:
- Heuliez (GX 117, GX 127, GX 327, GX 427...);
- Irisbus Agora (Agora Standard, Agora L(ong), Agora Line);
- Irisbus Citelis (Citelis 12, Citelis Line, Citelis 18)
- Mercedes-Benz Citaro (12m Citaro, de Citaro G ...).

Een kleiner deel van de buslijnen wordt bereden met hogevloersbussen, zoals de Irisbus Crossway en verscheidene bussen van Setra.

### Tarifiatie en financiering

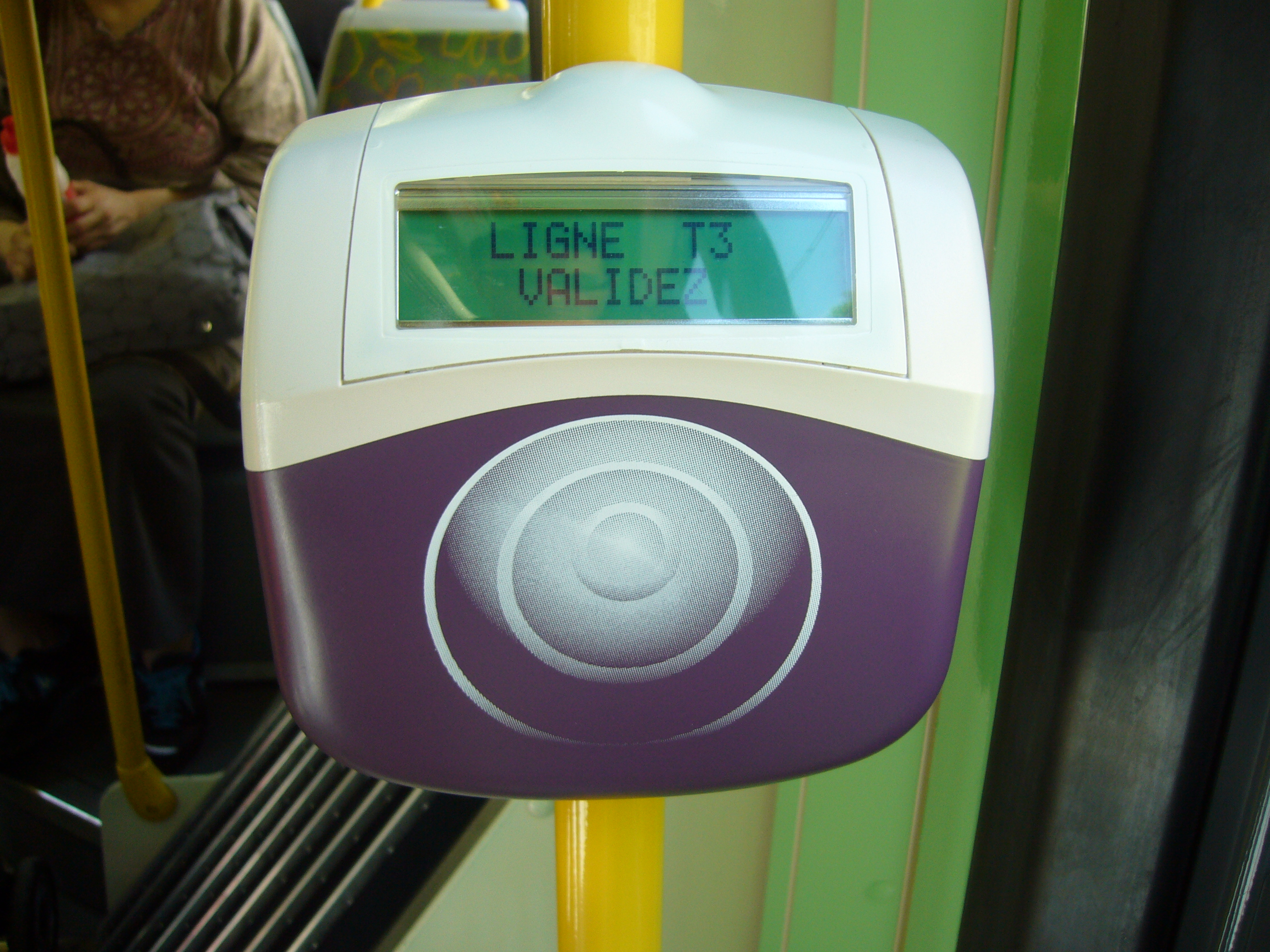
Kaartlezer voor Passe Navigo-kaarten, zoals aanwezig in trams en bussen

De tarificatie van de verschillende lijnen is in alle gevallen gelijk, en op de verschillende lijnen zijn ook dezelfde abonnementen geldig. Het Ticket t+ is het eenvoudigste vervoersbewijs van Ile de France. Het is geldig voor bij de RER binnen Parijs, in de metro, in trams, in bussen van de RATP of van OPTILE. Het wordt is losse vorm en in sets van 10 stuks verkocht en biedt de mogelijkheid om binnen 90 minuten onbeperkt van bus of tram over te stappen. Het is echter niet mogelijk over te stappen van metro of RER naar een bus of tram en vice versa, of van een metrolijn naar de Funiculaire de Montmartre en vice versa. Er zijn ook verschillende abonnementen te koop.
De kosten voor de exploitatie van de lijnen (onderhoud, materieel en personeelskosten) zijn de verantwoordelijkheid van de exploitant. Echter zijn de inkomsten van de vervoersbewijzen lang niet genoeg om de kosten voor de exploitatie te dekken. Het verschil tussen deze twee wordt gecompenseerd door middel van subsidies, verleend door de vevoersautoriteit STIF, die deze betaalt van vervoersbelastingen voor bedrijven.

## Toekomst

### Nieuwe HOV-buslijnen

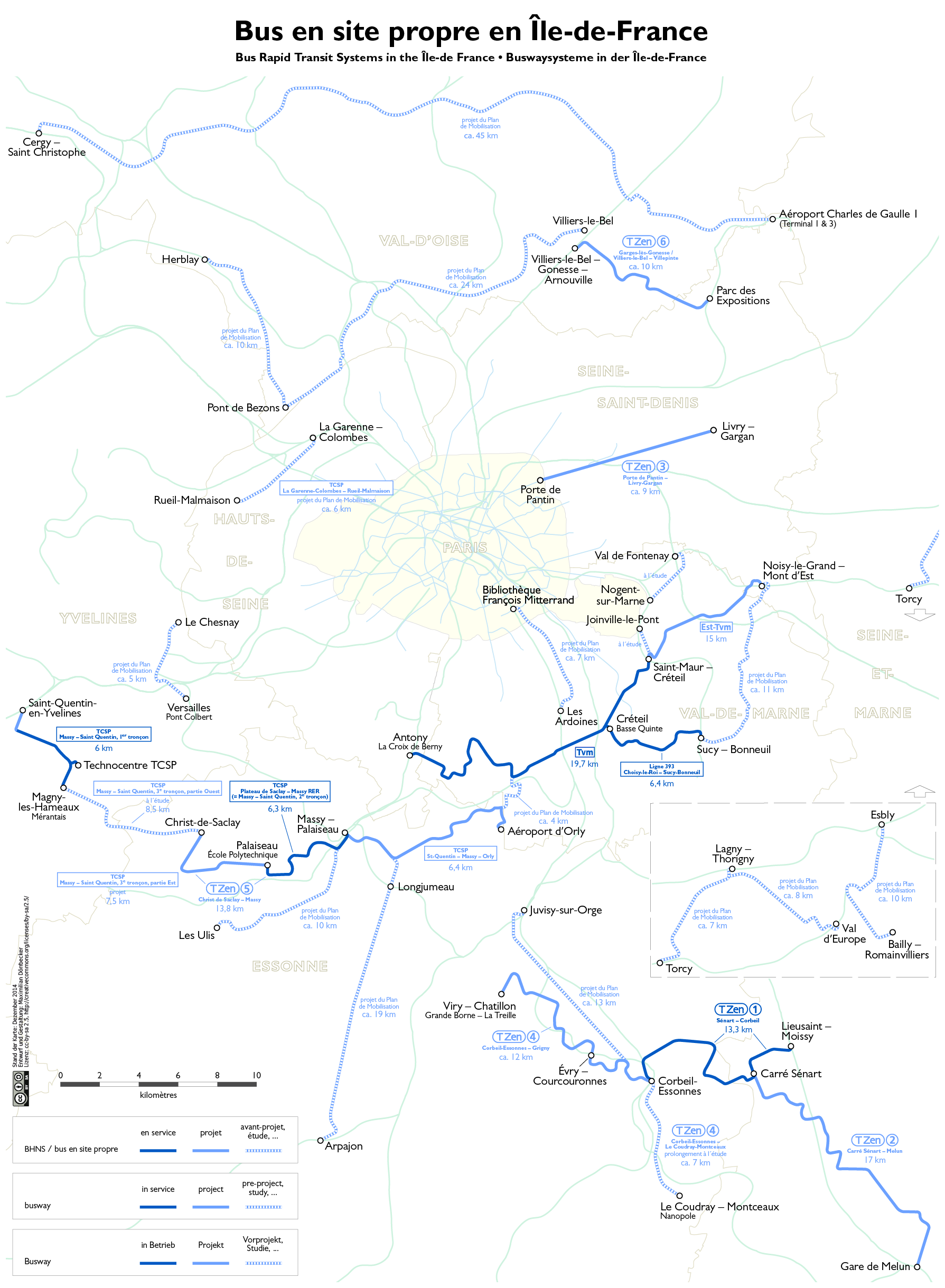
Het toekomstige HOV-netwerk in Île-de-France, inclusief de T Zen-lijnen

Er zijn in de regio een aantal T Zen lijn gepland:

#### T Zen 2
Deze lijn, die naar verwachting in 2017 geopend wordt, loopt tussen Sénart en Melun. De lijn vervangt de huidige Citalien, een HOV-buslijn over bestaande wegen. Deze lijn zal zorgen voor een betere ontsluiting van de RER-stations Melun en Savigny-le-Temple, en zal er ook voor zorgen dat er extra voetgangers- en fietsroutes gecreëerd worden, doordat deze tegelijk met de busbaan aangelegd zullen worden.

#### T Zen 3
Deze lijn, die naar verwachting in 2015 geopend wordt, loopt tussen Parijs (Porte de Pantin of Jules Ladoumègue) en Livry-Gargan (halte Gargan aan Tramlijn 4). Deze lijn is bedoeld om de nu overbelaste RN 3 over dezelfde route te ontlasten, wat een belangrijk aandachtspunt is voor het departement Seine-Saint-Denis.

#### T Zen 4
Deze lijn loopt tussen Grigny en Corbeil-Essonnes, waar een overstap geboden wordt op T Zen lijn 1. Deze lijn is bedoeld om de nu overbelaste buslijn 402 te ontlasten.

#### T Zen 5
Deze lijn loopt tussen station Bibliothèque François Mitterrand en Station Choisy-le-Roi via station Les Ardoines. De lijn is bedoeld als een alternatief voor de RER C, en verbetert de overstap op Tramlijn 3.

#### Andere Projecten
Daarnaast zijn er nog 16 lijnen in studie:
Negen lijnen die bestudeerd worden:
- Aulnay-sous-Bois - Tremblay-en-France;
- Chelles-Gournay - Nogent-sur-Marne;
- La Croix de Berny - Saint-Maur-Créteil;
- Le Chesnay - Versailles;
- Magny-les-Hameaux - Saint-Quentin-en-Yvelines;
- Orly - Pompadour - Sucy-Bonneuil;
- Rueil-Malmaison - Nanterre/La Défense;
- Saint-Cloud - Boulogne-Billancourt;
- Sucy-Bonneuil - Noisy-le-Grand-Mont d'Est.

Zeven regio's die bestudeerd worden:
- Cergy-Préfecture
- Mantes-la-Jolie
- Meaux
- Parc des Expositions - Roissy CDG
- Saint-Quentin-en-Yvelines
- Sartrouville - Argenteuil - Épinay-sur-Seine
- Val d'Europe - Marne-la-Vallée Chessy - Spoorlijn Paris-Meaux

### Liberalisering
Vanaf naar verwachting 2016 zal het busvervoer in de regio, dat niet door de RATP of de SNCF wordt gereden, geliberaliseerd worden.